# Bataille de Pavie (271)
Pour les articles homonymes, voir Bataille de Pavie.
La bataille de Pavie, qui eut lieu près de Pavie en 271, vit la victoire des Romains sur les Juthunges. L'empereur romain Aurélien y détruisit l'armée barbare en retraite, dont une partie seulement put se retirer au-delà du Rhin.

## Contexte
En 271, les Juthunges envahissent l'Italie romaine. Ils battent l'armée d'Aurélien à la bataille de Plaisance, mais, alors qu'ils s'apprêtent à attaquer la ville de Rome sans défense, ils sont repoussés par l'armée impériale à la bataille de Fano. Les Juthunges demandent alors la paix, mais Aurélien rejette leur demande de passage en toute sécurité et, pour tenter de regagner leur patrie par la force, ils se dirigent vers le nord en empruntant la Via Aemilia. Aurélien veut une victoire décisive afin de restaurer sa réputation ternie après la défaite de Plaisance et de récupérer le butin que les Juthunges transportent. Il se lance donc à la poursuite des envahisseurs, attendant le meilleur moment pour attaquer.

## Déroulement de la bataille
Aurélien attaque les Juthunges alors qu'ils pénètrent dans les plaines près de Ticinum (Pavie). Il réussit à détruire toute leur force, à l'exception d'une colonne qui s'échappe à travers les Alpes. Cependant, cette force restante est plus tard rattrapée par Aurélien en Rhétie et est éliminée.

## Conséquences

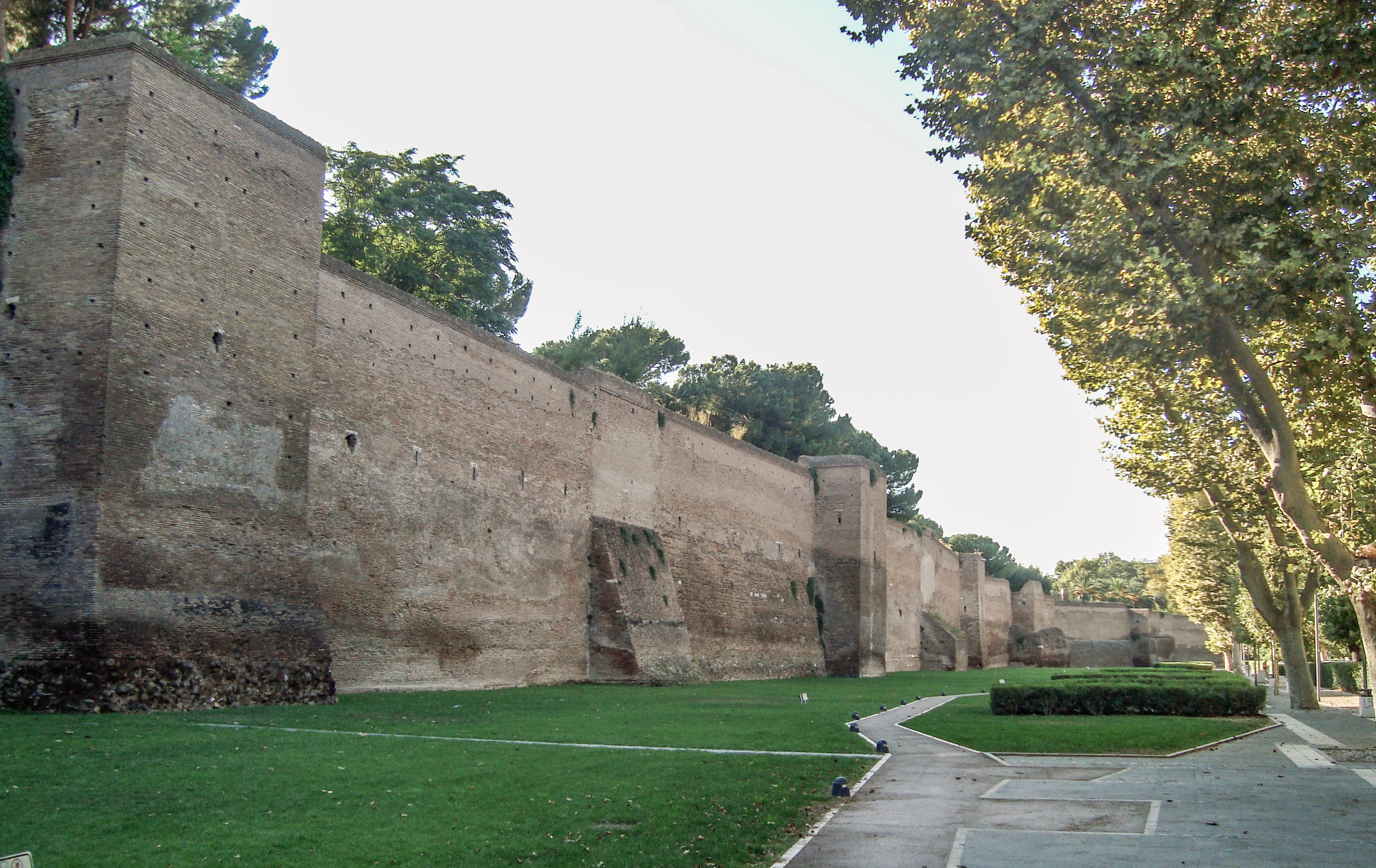
Section du mur d'Aurélien

Pour cette victoire, Aurélien prend le titre honorifique de Germanicus Maximus. Ses victoires mettent fin à l'invasion des Juthunges, mais les citoyens romains sont choqués par la grande menace à laquelle Rome elle-même avait dû faire face après sa défaite près de Plaisance. Cependant, la menace du peuple germanique et une invasion germanique est toujours perçue par les Romains comme probables. En réponse, Aurélien décide de construire un nouveau système de murs autour de Rome, connu sous le nom de "murs d'Aurélien". Des portions de ces murs sont encore visibles à Rome aujourd'hui,.